# Inel ombilical
Inelul ombilical este un inel fibros dens care înconjoară ombilicul la naștere.  Aproximativ în a șasea săptămână de dezvoltare embriologică, midgutul herniază prin inelul ombilical; șase săptămâni mai târziu revine în cavitatea abdominală și se rotește în jurul arterei mezenterice superioare. 
Țesutul conjunctiv embrionar dens înconjuară atașamentul cordonului ombilical. Acesta formează un inel ombilical de condensare mezodermică care înconjoară portul celomic și este prezent în 16 mm în embrion, dar mai puternic în 23 mm în embrion. Țesutul compact apare mai întâi în tulpina mezodermică, situat superficial față de  vasele alantoice. Cranial se întinde ventral către vena ombilicală și pe fiecare parte se extinde în țesutul stâlpilor laterali ai cordonului care leagă celomul. Când descendențele miotomice ajung la aspectul ventral, porțiunile lor anterioare (adică teciile mușchilor recti) devin continui cu țesutul inelului ombilical. 

## Hernia ombilicală
Când inelul ombilical nu se închide normal în timpul gestației, duce la un defect central în linia alba. Herniile ombilicale au deobicei o dimensiune mai mică de un centimetru, care este prezentă la naștere, dar se vor închide în primii patru, cinci ani de viață. În unele cazuri, herniile nu au nevoie de nicio intervenție chirurgicală, dar atunci când protuberanța are dimensiuni mai mari, este necesară o intervenție chirurgicală timpurie. Este mai frecvent la femeile cu presiune intraabdominală crescută în timpul sarcinii. 